# Christian Høegh-Guldberg
 Der er flere personer med dette navn, se Christian Høegh-Guldberg (kunstfyrværker).
Christian Høegh-Guldberg (1. august 1777 på Fredensborg Slot – 31. oktober 1867 på Frederiksberg) var en dansk officer, der tilhørte kredsen omkring H.C. Andersen.
Christian Høegh-Guldberg var søn af hofmanden Ove Høegh-Guldberg. Høegh-Guldberg blev major i 1811, oberstløjtnant i 1816 og i 1826 oberst og chef for Fynske Dragonregiment. Han blev i 1834 chef for Sjællandske Landsenerregiment, i 1840 generalmajor og i 1848 generalløjtnant og kommanderende general. Han blev pensioneret i 1850.